# Cophixalus variabilis
Cophixalus variabilis es una especie de anfibio anuro de la familia Microhylidae.

## Distribución geográfica
Esta especie es endémica de Papua Nueva Guinea. Habita en Milne Bay, Provincia Central, Normanby y Fergusson en las Islas Entrecasteaux.

## Publicación original
- Kraus & Allison, 2006 : Three new species of Cophixalus (Anura: Microhylidae) from southeastern New Guinea. Herpetologica, vol. 62, n.º 2, p. 202-220[6]